# Heteropogon biplex
Heteropogon biplex är en tvåvingeart som beskrevs av Becker och Stein 1913. Heteropogon biplex ingår i släktet Heteropogon och familjen rovflugor. Inga underarter finns listade i Catalogue of Life.